# 大勝秀也
大勝 秀也（おおかつ しゅうや、1961年 - ）は、東京都出身の指揮者。
東京音楽大学指揮科卒業。
1988年ドイツに渡りボン市立歌劇場音楽監督のアシスタントとして数多くのオペラを指揮。
1991年ゲルゼンキルヒェン市立歌劇場第一指揮者として活躍。
1994年よりボン市立歌劇場第一指揮者として契約。
1996年よりスウェーデンのマルメ歌劇場音楽監督に就任。
2004年4月から沖縄県立芸術大学の音楽学部助教授に就任（2007年3月まで）。
2007年から南城市文化センター・シュガーホールの芸術顧問に就任。また、愛知県立芸術大学非常勤講師となる。